# Гурский, Константы (писатель)
Константы Мария Гурский (пол. Konstanty Maria Górski; 1862, с. Воля Пенкошевска близ г. Скерневице (ныне Лодзинского воеводства, Польша) - 5 марта 1909, Краков) — польский писатель, поэт, литературный критик и историк, исследователь литературы XVII и XVIII веков.
Писал под псевдонимом «Spectator».

## Биография
Потомственный шляхтич. Изучал историю литературы и искусства в Университете Фридриха Вильгельма (теперь Берлинский университет имени Гумбольдта).
В 1888 получил степень доктора наук. С 1891 — руководитель Польской библиотеки в Париже. Читал курс лекций по истории живописи в краковской Школе изящных искусств.
В 1896-1899 — организатор парижского филиала Польской академии знаний. В 1890-1894 и 1901-1902 — театральный критик в газете „Czas”.

## Творчество
Автор стихов, рассказов и новелл. Переводчик произведений Горация.
Эстетические взгляды К. Гурского формировались под влиянием идей Якоба Буркхардта. В качестве поэта дебютировал в 1904 году со сборником классических стихов (1883-1893 гг.).
Знаток польской литературы  XVIII века. Автор исследований произведений И. Красицкого, прекрасный критик литературы и искусства.

## Избранные труды
- Król Jan III w poezji polskiej XVII w.
- Studia nad bajkami Krasickiego,
- Franciszek Karpiński,
- Polska sztuka współczesna na wystawie we Lwowie